# 弗雷德·科尔伯格
弗雷德·威廉·科尔伯格（英語：Fred William Colberg，1900年11月13日—1965年3月21日），美国男子拳击运动员。他曾代表美国参加1920年夏季奥林匹克运动会拳击比赛，获得男子147磅级铜牌。